# Lindernia attenuata
Lindernia attenuata é uma espécie botânica do gênero Lindernia pertencente à família Linderniaceae.